# El Torreón, Jalisco
El Torreón är en ort i Mexiko.   Den ligger i kommunen Lagos de Moreno och delstaten Jalisco, i den centrala delen av landet, 400 km nordväst om huvudstaden Mexico City. El Torreón ligger 2 001 meter över havet och antalet invånare är 110.
Terrängen runt El Torreón är huvudsakligen platt, men åt nordost är den kuperad. Terrängen runt El Torreón sluttar västerut. Runt El Torreón är det ganska tätbefolkat, med 56 invånare per kvadratkilometer. Närmaste större samhälle är Palo Alto, 15,2 km norr om El Torreón. Trakten runt El Torreón består till största delen av jordbruksmark.